# Vnitřní odpor
Vnitřní odpor je v elektrotechnice myšlený odpor, který způsobuje pokles napětí reálného elektrického zdroje při zatížení. Pokles napětí závisí na proudu a vnitřním odporu, je možné ho spočítat podle Ohmova zákona.

## Podrobnosti
Reálný zdroj napětí je možné nahradit sériovou kombinací ideálního zdroje napětí a rezistoru. Ideální zdroj napětí má nulový vnitřní odpor, jeho napětí je konstantní bez ohledu na velikost odebíraného proudu a je rovné napětí naprázdno (vnitřnímu napětí zdroje). Rezistor v sériové kombinaci má odpor rovný vnitřnímu odporu. Svorkové napětí se pak lineárně zmenšuje s růstem proudu, rozdíl mezi vnitřním napětím a svorkovým napětím je roven úbytku napětí na vnitřním odporu. Výpočet svorkového napětí U reálného zdroje, jestliže U0 je vnitřní napětí (napětí nezatíženého zdroje), Ri je vnitřní odpor a obvodem protéká proud I:
{\displaystyle U=U_{0}-R_{i}\cdot I}
Vnitřní odpor pak vypočítáme:
{\displaystyle R_{i}={\frac {U_{0}-U}{I}}}